# 阿伊特亞希耶穆薩
36°38′28″N 3°53′18″E / 36.64111°N 3.88833°E
阿伊特亞希耶穆薩（阿拉伯语：‎），是阿爾及利亞的城鎮，位於該國北部提濟烏祖省，由德拉米贊區負責管轄，面積63平方公里，2008年人口20,426，人口密度每平方公里325人。